# Western crepuscular

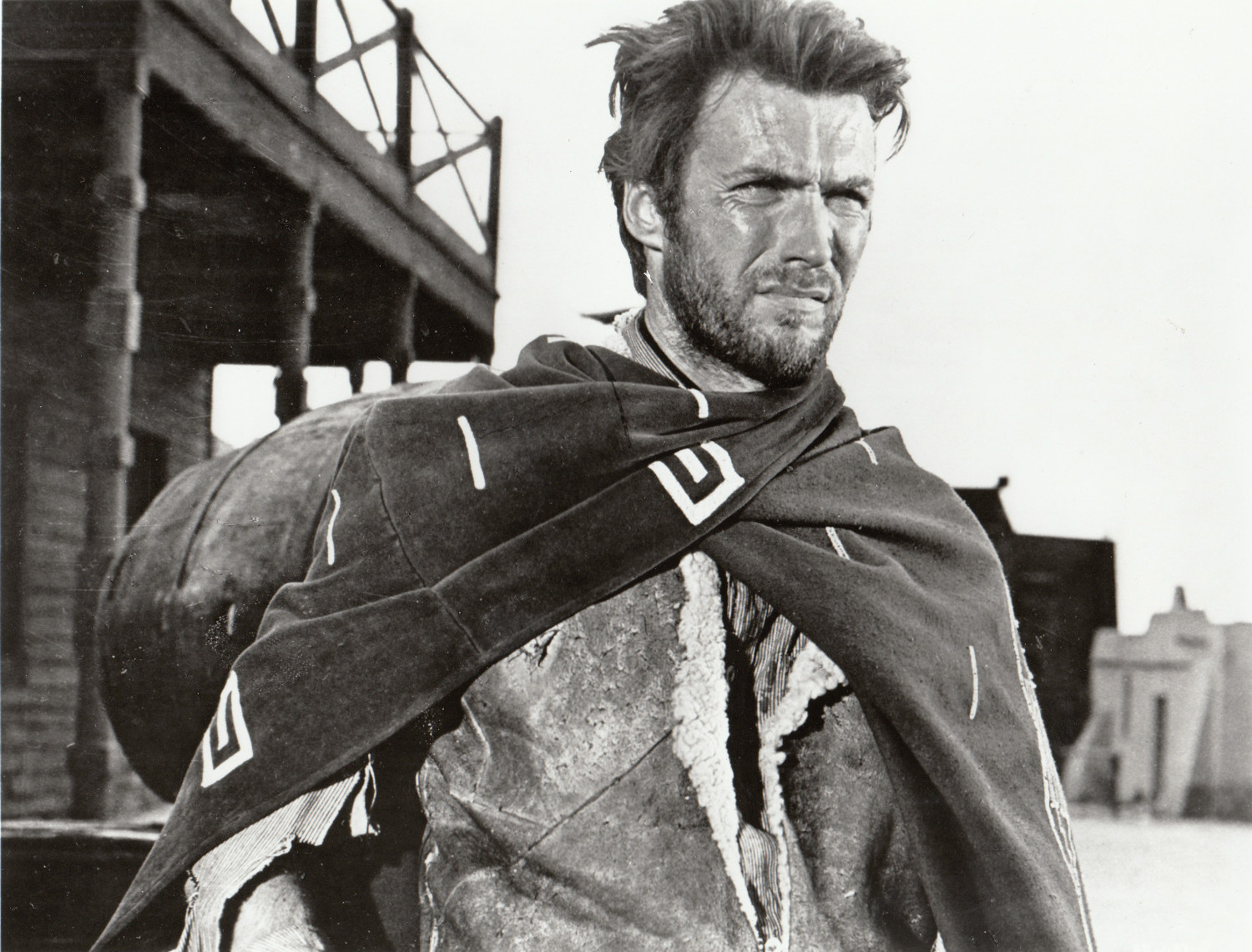
Fotografía publicitaria de Clint Eastwood en el western crepuscular "Por un puñado de dólares" de Sergio Leone.

El wéstern crepuscular[cita requerida] (también llamado wéstern revisionista, anti-wéstern, y a veces anti-wéstern revisionista) es un subgénero cinematográfico derivado del llamado género wéstern (película "de vaqueros" o, más generalmente, "del Oeste"). Designado como una variación postclásica del wéstern tradicional, el wéstern crepuscular o revisionista subvierte el mito y el romance del tradicional mediante el desarrollo de los personajes y el realismo para presentar una visión menos simplista de la vida en el "Viejo Oeste". Mientras que el wéstern tradicional siempre encarna una clara frontera entre el bien y el mal, el wéstern revisionista no lo hace. 
Temas revisionistas en el wéstern han existido desde comienzos del siglo XX, pero no fue hasta 1968, al relajarse las restricciones del Código Hays, que el revisionismo acabó suplantando al wéstern tradicional. Aunque muchos de los primeros wésterns han sido calificados de revisionistas, la distinción entre ellos suele ser borrosa debido a la variedad de temas y dispositivos argumentales. Algunos se califican de wésterns psicológicos por su énfasis en el personaje en detrimento de la acción y la emoción que predominan en el wéstern tradicional. Otras películas revisionistas, en las que la acción y la aventura siguen ocupando un lugar prominente, se denominan "wésterns indios" o "wésterns de forajidos/pistoleros" porque, en lugar del héroe tradicional, el protagonista es un nativo americano, un forajido o un pistolero. Los spaghetti wésterns de los años sesenta, que no estaban regidos por el Código Hays, fueron fuertemente revisionistas al presentar tramas moralmente ambiguas con un antihéroe o un villano simpático (o antivillano). A partir de 1969, el revisionismo se impuso en la producción de películas wéstern.

## Concepto
Se trata de un wéstern melancólico, revisionista y desmitificador, que presenta un Oeste en decadencia y a unos protagonistas perdedores; "héroes" cansados, nostálgicos, críticos, desencantados, sucios, resignados, acabados o atormentados, en donde la violencia es explícita. Y aunque su realismo es descarnado, no es naturalista como el spaghetti western; muestra un mundo y unos valores que están a punto o al borde de desaparecer. 
Con el precedente de El hombre del Oeste (1958) de Anthony Mann, el cambio de tono en el género clásico se percibe ya definitivamente en el año 1962, cuando John Ford da a conocer El hombre que mató a Liberty Valance (1962); en donde con esta obra su clasicismo ya ha adquirido un toque crepuscular y desencantado.
El wéstern tradicional suele tener un protagonista masculino fuerte, a menudo un agente de la ley o un oficial de caballería, que actúa directamente en nombre de las gentes supuestamente civilizadas contra los que son considerados incivilizados. Los primeros son retratados como honestos ciudadanos o viajeros, los segundos como forajidos o nativos americanos hostiles.
En el wéstern crepuscular o revisionista, el formato y los temas tradicionales se subvierten con recursos como protagonistas nativos americanos, personajes femeninos fuertes, protagonistas forajidos, tramas relacionadas principalmente con la supervivencia en un entorno salvaje o la presentación de una trama moralmente ambigua sin héroes definidos, a menudo incluyendo al llamado antihéroe o a un villano simpático (o antivillano). El objetivo es difuminar los límites tradicionalmente claros entre el "bien" y el "mal" (el "bueno" contra el "malo") haciendo hincapié en la necesidad de supervivencia en medio de la ambigüedad.
El wéstern tradicional trata a los personajes en términos simplistas, como buenos o malos, con un desarrollo mínimo del personaje. El wéstern psicológico, que comenzó en la década de 1940 y fue muy popular en las décadas de 1950 y 1960, da prioridad al desarrollo de los personajes por encima de la acción, si bien conserva la mayoría de los aspectos tradicionales. En su mayor parte, el western psicológico se transformó en el wéstern crepuscular a medida que las restricciones de la censura se relajaron y eliminaron en la década de 1960.
Shane (1953; dirigida por George Stevens) es un wéstern psicológico. El protagonista titular (Alan Ladd) parece al principio un vagabundo del Oeste tradicional que cabalga por un paisaje tradicional del Oeste, pero pronto se hace evidente que ha entrado en un escenario complejo que está poblado por, como dice Kim Newman, "personajes creíbles con motivos mixtos". Aunque el ranchero Riker Emile Meyer es ostensiblemente el villano de la obra, destaca que se ha esforzado durante treinta años por desarrollar su rancho ganadero que ahora está siendo ocupado por los labriegos que construyen cercados, muchos de los cuales tienen los motivos mixtos señalados por Newman. A pesar de la complejidad de sus personajes, Shane está rodada en un entorno convencional y termina con el héroe disparando y matando a los tres villanos principales. Sin embargo, hay un elemento de revisionismo en el final cuando el desilusionado Shane admite a Riker que sabe que su tiempo como pistolero ha terminado. Shane se aleja hacia un futuro incierto, posiblemente a morir, ya que está herido, y son el granjero Starrett (Van Heflin) y su familia los que aguantan.Shane es, pues, un wéstern psicológico con muchos de los rasgos de uno tradicional. 
Quince años después, Sergio Leone dirigió Érase una vez en el Oeste, un wéstern revisionista que subvierte por completo el wéstern tradicional con personajes complejos y múltiples recursos argumentales, siendo el principal la venganza, el motivo del enigmático pistolero Armónica (Charles Bronson). Como en Shane, no son los pistoleros los que "heredan el Oeste", sino en este caso la compasiva ex-prostituta del pueblo, Jill (Claudia Cardinale). Al final de la película, todos los antagonistas, excepto Harmónica, están muertos y, como Shane, se aleja cabalgando hacia un futuro incierto.

## Contexto histórico
Las opiniones están divididas sobre el origen del wéstern revisionista o psicológico, pero en general se coincide en que había indicios de una perspectiva más oscura en algunas películas de los años 30, como Westward Ho (1935), dirigida por Robert N. Bradbury y protagonizada por John Wayne, en la que el héroe lidera una banda de justicieros en busca de venganza. Westward Ho es la película más antigual de la lista de wésterns revisionistas de AllMovie. Las primeras películas clasificadas por AllMovie como wésterns psicológicos son The Ox-Bow Incident y The Outlaw (ambas de 1943).
El subgénero aparece propiamente como resultados de la crisis de Hollywood en los años 50, al igual que el manierismo, no pudiendo marcar una diferencia clara entre estos dos movimientos, puesto que comparten algunos rasgos y son prácticamente simultáneos.
Muchas de las películas se produjeron en la década de 1950 durante la época del macartismo e intentaron contraatacar las prácticas de listas negras de la industria cinematográfica de la época, especialmente High Noon (1952), protagonizada por Gary Cooper. En la década de los sesenta, cuando el restrictivo Código Hays se relajó y posteriormente se abolió, muchos directores de la generación del Nuevo Hollywood, como Sam Peckinpah, George Roy Hill y Robert Altman, se centraron en el wéstern y produjeron sus propios clásicos del género, como The Wild Bunch (1969), de Peckinpah, Butch Cassidy and the Sundance Kid (1969), de Hill, y McCabe & Mrs. Miller (1971), de Altman.) Mientras tanto, directores europeos como Sergio Leone habían estado realizando películas wéstern sin las expectativas estadounidenses ni la censura inspirada en el Código Hays, y estos "Spaghetti Westerns" también aportaron una nueva perspectiva al género wéstern. Los wésterns revisionistas y psicológicos se han trasladado de sus propios escenarios estándar al neo-wéstern, entre los que destaca No Country for Old Men (2007), de los hermanos Coen, basada en la obra de Cormac McCarthy, un autor conocido por escribir literatura wéstern revisionista, como la novela Blood Meridian.

## Westerns crepusculares
- The Searchers (1956), de John Ford.
- The Man Who Shot Liberty Valance (1962), de John Ford.
- Duelo en la alta sierra (1962), de Sam Peckinpah.
- Los valientes andan solos (1962) de David Miller.
- Mayor Dundee (1964), de Sam Peckinpah.
- Cheyenne Autumn (1964) de John Ford.
- Los profesionales (1966), de Richard Brooks.
- Un hombre (1967), de Martin Ritt.
- C'era una volta il West (1968), de Sergio Leone.
- The Wild Bunch (1969), de Sam Peckinpah.
- Butch Cassidy and the Sundance Kid (1969), de George Roy Hill.
- La leyenda de la ciudad sin nombre (1969), de Joshua Logan.
- Un hombre llamado Caballo (1970), de Elliot Silverstein.
- Pequeño Gran Hombre (1970), de Arthur Penn.
- El día de los tramposos (1970), de Joseph L. Mankiewicz.
- La balada de Cable Hogue (1970), de Sam Peckinpah.
- Las aventuras de Jeremiah Johnson (1972), de Sydney Pollack.
- The Life and Times of Judge Roy Bean (1972), de John Huston.
- Pat Garrett y Billy the Kid (1973) de Sam Peckinpah.
- The Outlaw Josey Wales (1976), de Clint Eastwood.
- La puerta del cielo (1980) de Michael Cimino.
- The Long Riders (1980), de Walter Hill.
- El jinete pálido (1985), de Clint Eastwood.
- Unforgiven (1992), de Clint Eastwood.

Se cree que Dances with Wolves (1990), de Kevin Costner es un western crepuscular pero no lo es porque aún habla de la conformación de los Estados Unidos y del conflicto entre nativos e inmigrantes europeos.